# Finale Coppa Italia 1986
De finale van de Coppa Italia van het seizoen 1985/86 werd gehouden op 7 en 14 juni 1986. Sampdoria nam het op tegen AS Roma. De heenwedstrijd in het Stadio Luigi Ferraris in Genua eindigde in 2–1 voor Sampdoria. De terugwedstrijd in het Stadio Olimpico in Rome werd in extremis met 2–0 gewonnen door AS Roma.

## Finale

### Heenwedstrijd
|             |                       |       |               |                                                                     |
| 7 juni 1986 | Sampdoria             | 2 – 1 | AS Roma       | Stadio Luigi Ferraris, Genua Scheidsrechter: Paolo Casarin (Italië) |
| 7 juni 1986 | Mancini 19' Galia 67' |       | 45' Tovalieri | Stadio Luigi Ferraris, Genua Scheidsrechter: Paolo Casarin (Italië) |

| Sampdoria | Roma |

| Sampdoria:         |    |                        |     |
|                    |    |                        |     |
| GK                 | 1  | Ivano Bordon           |     |
| RB                 | 2  | Moreno Mannini         |     |
| CB                 | 5  | Antonio Paganin        |     |
| CB                 | 6  | Luca Pellegrini        |     |
| LB                 | 3  | Roberto Galia          |     |
| DM                 | 4  | Fausto Pari            |     |
| CM                 | 8  | Fausto Salsano         |     |
| CM                 | 10 | Gianfranco Matteoli    |     |
| RW                 | 9  | Trevor Francis         |     |
| CF                 | 7  | Giuseppe Lorenzo       | 74' |
| LW                 | 11 | Roberto Mancini        |     |
| Wisselspelers:     |    |                        |     |
| DF                 |    | Massimiliano Fiondella | 74' |
| Coach:             |    |                        |     |
| Eugenio Bersellini |    |                        |     |

| AS Roma:            |    |                     |
|                     |    |                     |
| GK                  | 1  | Attilio Gregori     |
| RB                  | 2  | Emidio Oddi         |
| CB                  | 5  | Settimio Lucci      |
| CB                  | 6  | Ubaldo Righetti     |
| LB                  | 3  | Manuel Gerolin      |
| DM                  | 4  | Stefano Desideri    |
| CM                  | 8  | Giuseppe Giannini   |
| CM                  | 10 | Antonio Di Carlo    |
| RW                  | 7  | Francesco Graziani  |
| CF                  | 9  | Sandro Tovalieri    |
| LW                  | 11 | Stefano Impallomeni |
| Coach:              |    |                     |
| Sven-Göran Eriksson |    |                     |

### Terugwedstrijd
|              |                                |       |           |                                                              |
| 14 juni 1986 | AS Roma                        | 2 – 0 | Sampdoria | Stadio Olimpico, Rome Scheidsrechter: Tullio Lanese (Italië) |
| 14 juni 1986 | Desideri 43' (pen.) Cerezo 89' |       |           | Stadio Olimpico, Rome Scheidsrechter: Tullio Lanese (Italië) |

| Roma | Sampdoria |

| AS Roma:            |    |                     |     |
|                     |    |                     |     |
| GK                  | 1  | Attilio Gregori     |     |
| RB                  | 2  | Emidio Oddi         |     |
| CB                  | 5  | Settimio Lucci      |     |
| CB                  | 6  | Ubaldo Righetti     |     |
| LB                  | 3  | Manuel Gerolin      |     |
| DM                  | 4  | Stefano Desideri    |     |
| CM                  | 8  | Giuseppe Giannini   |     |
| CM                  | 10 | Antonio Di Carlo    |     |
| RW                  | 7  | Francesco Graziani  |     |
| CF                  | 9  | Roberto Pruzzo      | 83' |
| LW                  | 11 | Sandro Tovalieri    | 85' |
| Wisselspelers:      |    |                     |     |
| GK                  | 12 | Pietro Santinelli   |     |
| DF                  | 13 | Paolo Mastrantonio  |     |
| MF                  | 14 | Toninho Cerezo      | 85' |
| DF                  | 15 | Stefano Marra       |     |
| FW                  | 16 | Stefano Impallomeni | 83' |
| Coach:              |    |                     |     |
| Sven-Göran Eriksson |    |                     |     |

| Sampdoria:         |    |                        |     |
|                    |    |                        |     |
| GK                 | 1  | Ivano Bordon           |     |
| RB                 | 2  | Moreno Mannini         |     |
| CB                 | 5  | Antonio Paganin        |     |
| CB                 | 6  | Luca Pellegrini        |     |
| LB                 | 3  | Roberto Galia          |     |
| DM                 | 4  | Fausto Pari            |     |
| RM                 | 7  | Massimiliano Fiondella | 56' |
| CM                 | 8  | Fausto Salsano         |     |
| LM                 | 10 | Gianfranco Matteoli    |     |
| CF                 | 9  | Trevor Francis         |     |
| CF                 | 11 | Roberto Mancini        |     |
| Wisselspelers:     |    |                        |     |
| GK                 | 12 | Roberto Bocchino       |     |
| DF                 | 13 | Andrea Veronici        |     |
| DF                 | 14 | Michele Zanutta        |     |
| MF                 | 15 | Pierluigi Piantanida   |     |
| FW                 | 16 | Giuseppe Lorenzo       | 56' |
| Coach:             |    |                        |     |
| Eugenio Bersellini |    |                        |     |

1922 ·
1923–1935 ·
1936 ·
1937 ·
1938 ·
1939 ·
1939 ·
1939 ·
1939 ·
1939 ·
1944–1957 ·
1958 ·
1959 ·
1960 ·
1961 ·
1962 ·
1963 ·
1964 ·
1965 ·
1966 ·
1967 ·
1968 ·
1969 ·
1970 ·
1971 ·
1972 ·
1973 ·
1974 ·
1975 ·
1976 ·
1977 ·
1978 ·
1979 ·
1980 ·
1981 ·
1982 ·
1983 ·
1984 ·
1985 ·
1986 ·
1987 ·
1988 ·
1989 ·
1990 ·
1991 ·
1992 ·
1993 ·
1994 ·
1995 ·
1996 ·
1997 ·
1998 ·
1999 ·
2000 ·
2001 ·
2002 ·
2003 ·
2004 ·
2005 ·
2006 ·
2007 ·
2008 ·
2009 ·
2010 ·
2011 ·
2012 ·
2013 ·
2014 ·
2015 ·
2016 ·
2017 ·
2018 ·
2019 ·
2020 .
2021 .
2022 .
2023 .
2024 .